# Vithimiris
Vithimiris a fost un rege al greuthungilor (trib gotic) care a domnit o perioadă nespecificată în sud-estul Ucrainei de astăzi. L-a succedat pe Ermanaric, conducând probabil în 375 sau 376. Ammianus Marcellinus, singura sursă din acea perioadă, ne relatează că după moartea lui Ermanaric, a încercat să reziste alanilor, care erau aliați cu hunii. Dar moare în luptă și este succedat de fiul său prea tânăr Viderichus. În aceste condiții, conducerea rămâne în mâinile lui Alatheus și Saphrax, comandanții săi.
Conform lui Herwig Wolfram, Vithimiris nu a fost fiul lui Ermanaric.
Singurul istoric care îl mai menționează pe Ermanaric este Iordanes. Iordanes a scris că după moartea lui Ermanaric, acesta a fost succedat de un anume Vinitharius, domnind un singur an. Acesta s-a luptat cu hunii timp de un an, ca într-un final să fie ucis în luptă.